# Flat (Wafer)

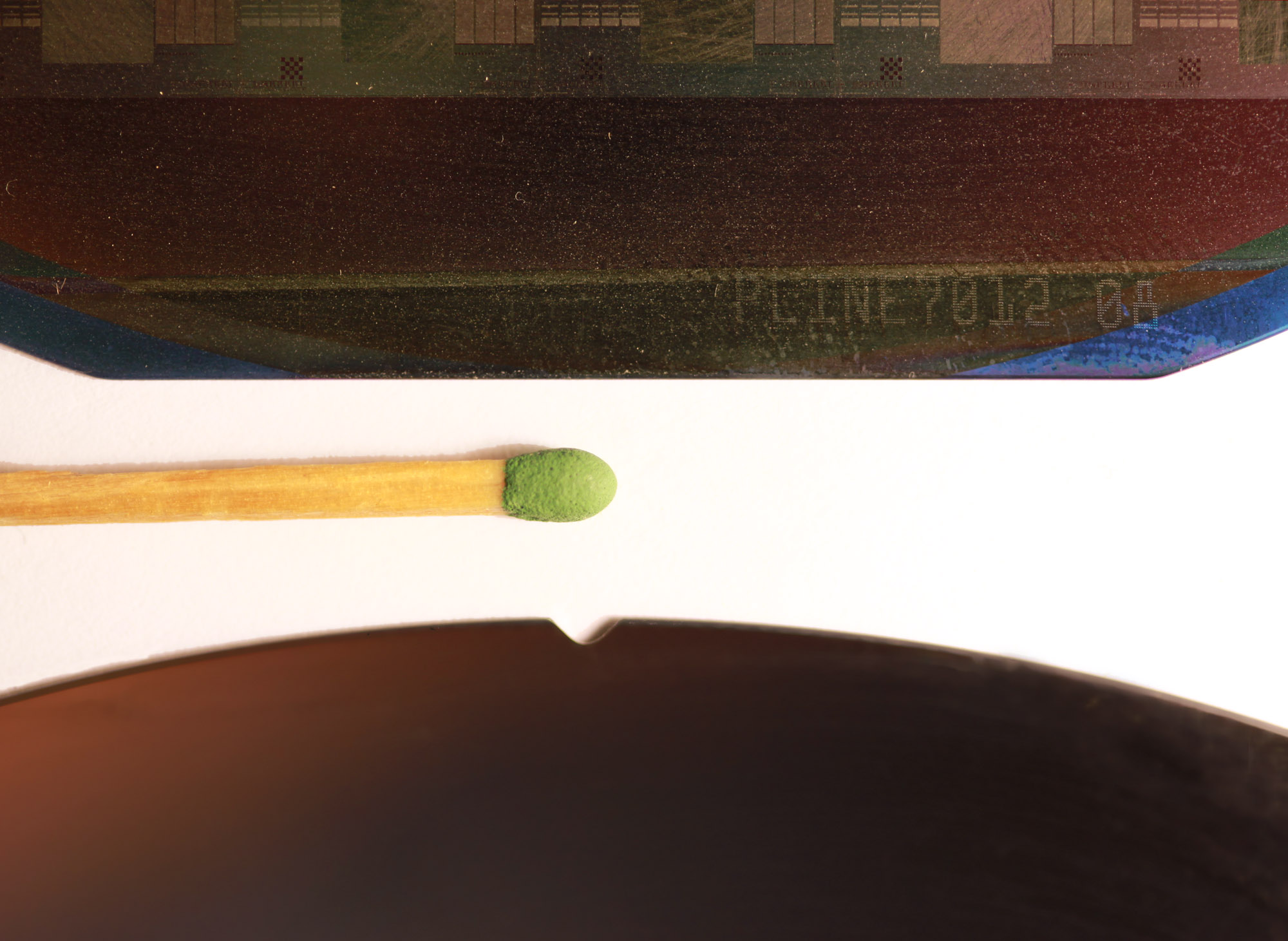
Foto der Flat eines 150-mm-Wafers (oben), im Vergleich zu einer Notch eines 200-mm-Wafers (unten).
Als Maßstab ein Streichholzkopf

Ein Flat (engl. für flach) ist eine gerade Kante an der Seite eines Wafers. Sie dient zur Wafer-Positionierung in Produktionsanlagen der Halbleitertechnik.
Das Flat ist allgemein an der Kristallorientierung der einkristallinen Wafer ausgerichtet. Für einen standardmäßig eingesetzten {100}-Wafer ist das Flat in der Orientierung {110} angebracht. Die Bestimmung der Kristallorientierung (Kristallstrukturanalyse) erfolgt mit Hilfe der Röntgenbeugung. Die Flats selbst werden nach diesen Daten mit CNC-gesteuerten Schleifmaschinen in den Ingot (länglicher Halbleitereinkristall, beispielsweise aus Siliziumstab) geschliffen. Je nach Qualität beträgt die Lage des Flat 0,5° oder besser zur gewünschten Kristallorientierung; die Lage wird in Grad und Sekunden angegeben.

Konventionen für die Kennzeichnung von Wafern (bis 4 Zoll Durchmesser)

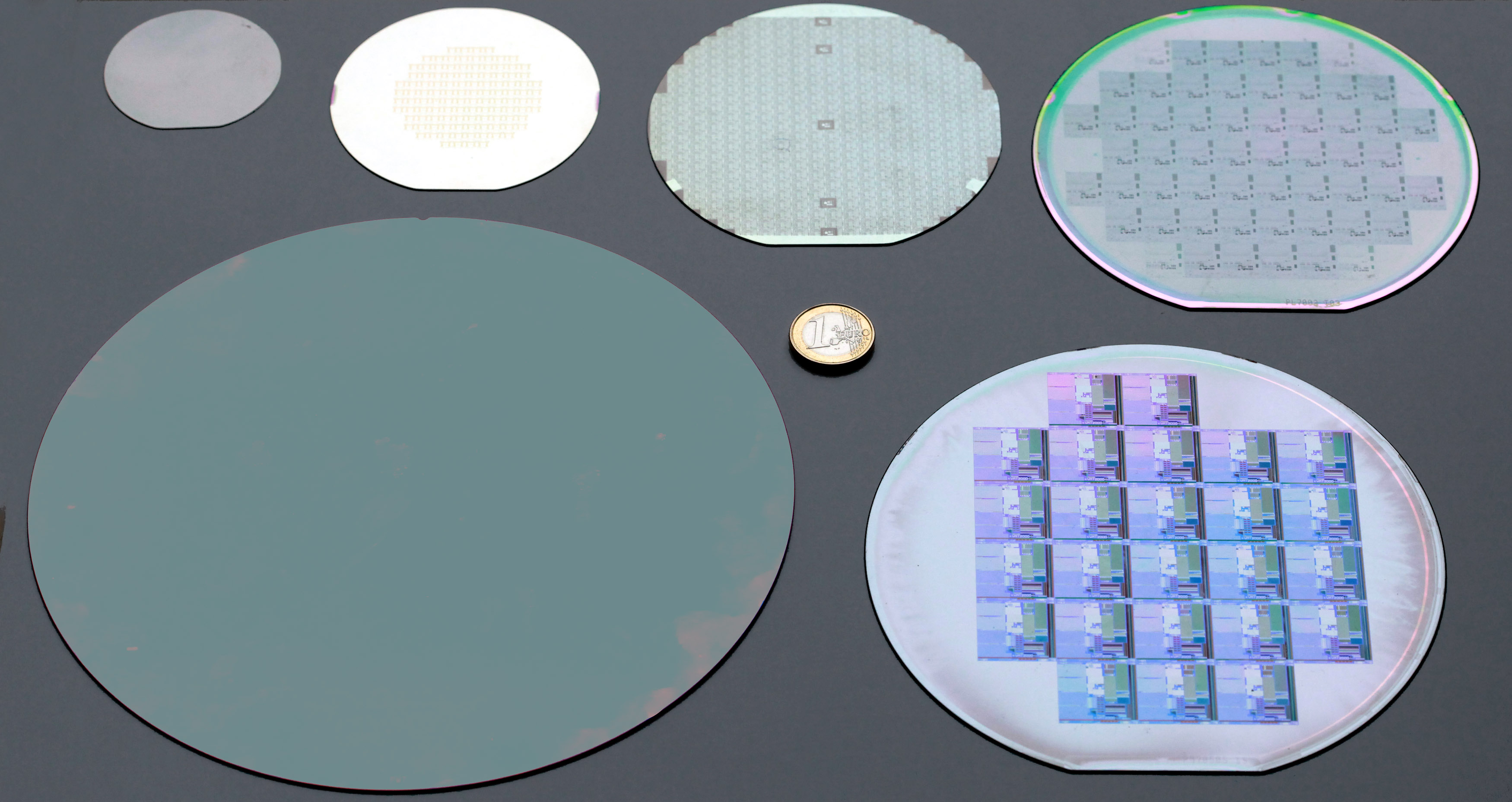
Verschiedene Wafergrößen von 2, 3, 4 und 5 Zoll (obere Reihe v. l. n. r.) sowie 200 und 150 mm (untere Reihe v. l. n. r.). Die Wafer bis einschließlich 150 mm haben ein Flat (jeweils am unteren Rand), der 200 mm ein Notch.

Zur erweiterten Kennzeichnung von Wafern wird manchmal auch ein weiteres etwas kleineres Flat, das sogenannte sekundäre Flat, genutzt. Durch die Lage dieses Flats können die Dotierung und Kristallorientierung des Wafers gekennzeichnet werden (siehe Abbildung).
Eingesetzt werden Flats bis zu Wafern mit Durchmessern von 150 mm („6 Zoll“). Bei größeren Wafern (200 mm und 300 mm Durchmesser) werden Notches (Kerben) in Kombination mit einem Barcode, der weitere Informationen enthält, eingesetzt. Diese Methode benötigt wesentlich weniger Fläche auf dem Wafer, die nun für die Fertigung der Schaltkreise zur Verfügung steht.